# 塩見祐子
塩見 祐子（しおみ ゆうこ、1955年9月27日 - ）は、フリーアナウンサー。元KBS京都アナウンサー。女性。

## 人物
東京都出身。福知山から東京に行った核家族で育つ。赤羽台中学校を経て、東京都立豊島高等学校、武蔵大学人文学部欧米文化卒業。1978年4月近畿放送（現・京都放送）入社、同期は村上祐子、水野潤子。
近年はシニアミュージカル発起塾で植村好宏に演劇を師事、足を悪くするまで活躍した。

## 出演

### ラジオ
- 日曜ワイド われら夢の途中[要出典]

### テレビ
- 比叡の光[要出典]

## 過去の出演番組

### ラジオ
- さんさんわいど滋賀
- 山崎弘士のおはようサンシャイン
- 小南陵のおはようサンシャイン
- パンプキンスクエアー
- ワンダフルナイト
- つボイノリオのおはようアドベンチャー
- 諸口あきらのフレッシュモーニング
- 塩見祐子の音楽散歩
- なつかしの昭和歌謡史
- ゆうYOU京都
- アクセスKBS
- うたのしらべ
- 伊舞なおみのみんながメダリスト
- サンクス60思い出のラジオ
- 音楽わいど ラジオ・ビュー